# Динівці (річка)
Ди́нівці (Дінауци) — річка в Україні, в межах Хотинського (витоки) та Новоселицького районів Чернівецької області. Ліва притока Пруту (басейн Дунаю). 

## Опис
Довжина 24 км, площа водозбірного басейну 61,8 км². Долина порівняно неглибока, в пониззі стає широкою (виходить у долину річки Прут). Річище слабозвивисте, місцями (в нижній течії) каналізоване. Заплава двобічна. Споруджено ставки. 

## Розташування
Річка Динівці бере початок на північ від села Динівці, серед пагорбів Хотинської височини. Тече спершу на південь, у пониззі — на південний схід. Впадає до Пруту при південно-західній околиці села Ванчиківці. 
Над річкою розташовані села: Динівці, Ванчинець, Ванчиківці. 

## Притоки
- Котилів (ліва)